# ماريون (نيويورك)
ماريون (بالإنجليزية: Marion, New York)‏ هي بلدة أمريكية تقع في الولايات المتحدة في مقاطعة وين، نيويورك. يقدر عدد سكانها بـ 4,974 نسمة ومساحتها 75.8 كم2 وترتفع عن سطح البحر 143 متر.